# Стасишин Назар Зенонович
Назар Зенонович Стасишин (нар. 14 червня 1997) — український футболіст, який грає на позиції захисника.

## Клубна кар'єра
Назар Стасишин є вихованцем клубної системи моршинської, пізніше стрийської «Скали», кілька років виступав у складі її юнацької команди, зокрема в юнацькій першості України 2014—2015 та 2015—2016 років. В основному складі «Скали» молодий захисник дебютував на початку сезону 2016—2017, коли команда грала в першій лізі, зіграв у складі стриян 11 матчів у чемпіонаті та 1 матч у Кубку України. Перспективного гравця помітила команда найвищої української ліги «Карпати» зі Львова, й Стасишин перейшов до львівського клубу на початку 2017 року. Проте молодому футболісту важко було пробитися до основного складу команди Прем'єр-ліги, і він грав переважно за дублюючий склад клубу. У сезоні 2017—2018 Назар Стасишин зіграв 2 матчі у Прем'єр-лізі, двічі вийшовши на заміну в матчах із «Сталлю» і «Маріуполем». По закінченні сезону керівництво львівського клубу вирішило віддати Стасишина в оренду строком на рік до клубу першої ліги «Волинь» з Луцька разом із іншим футболістом дублюючого складу Ігорем Карпенком. Проте не зігравши за півроку жодного матчу за луцьку команду, на початку 2019 року Стасишин повернувся до «Карпат». У другій половині 2019 року футболіст грав у складі команди першої ліги «Агробізнес». У 2020—2021 роках Назар Стасишин грав у складі аматорських футбольних клубів «Миколаїв» і «Корміл» (Давидів).